# Iddan Tal
Iddan Tal (ur. 13 września 1975 w Jerozolimie) – izraelski piłkarz występujący na pozycji pomocnika, obecnie trener piłkarski.

## Życiorys
Zawodową przygodę z futbolem rozpoczął w 1994 roku w Hapoelu Jerozolima, kontynuował ją w Maccabi Petach Tikwa i Hapoelu Tel Awiw, skąd w 1998 roku został wypożyczony do hiszpańskiego klubu CP Mérida, występującego wtedy w Segunda División (w ciągu roku rozegrał 38 meczów i strzelił 5 bramek). I chociaż po powrocie do swojego kraju zagrał tylko 7 razy w barwach pierwszej drużyny Maccabi, to podczas letniego okienka transferowego zatrudnić go zdecydował się szanowany angielski klub Everton. Pod opieką Waltera Smitha, a potem Davida Moyes'a rozegrał 27 spotkań w Premiership. Ponieważ nie spełnił pokładanych w nim nadziei, postanowiono oddać go do Rayo Vallecano, gdzie również zawiódł i został zmuszony do powrotu do Izraela - grał w barwach Maccabi, ale tego z Hajfy. To właśnie tutaj święcił swoje największe triumfy - czterokrotnie wywalczył z nim tytuł mistrzowski i dwa razy Puchar Ligi, w ciągu czterech lat gry rozgrywając ponad 100 spotkań w pierwszej drużynie.
W sezonie 2006/2007 był piłkarzem Boltonu, a latem 2007 wrócił do Izraela i został zawodnikiem Beitaru Jerozolima. Ostatnim klubem w jego karierze został inny klub z tego miasta, Hapoel. W 2013 roku został tam trenerem.
W reprezentacji Izraela Tan zadebiutował w 1998 roku. Grał w niej do 2007 roku i wystąpił w niej 69 razy oraz strzelił 5 goli.